# Psychrophrynella kallawaya
Psychrophrynella kallawaya är en groddjursart som först beskrevs av De la Riva och Martínez-Solano in De la Riva 2007.  Psychrophrynella kallawaya ingår i släktet Psychrophrynella och familjen Strabomantidae. IUCN kategoriserar arten globalt som akut hotad. Inga underarter finns listade i Catalogue of Life.